# Léo Anguenot
Léo Anguenot (25 agosto 1998) è uno sciatore alpino francese.

## Biografia
Attivo in gare FIS dal dicembre del 2014, Anguenot ha esordito in Coppa Europa il 4 gennaio 2016 a Val-Cenis in slalom speciale (39º) e in Coppa del Mondo il 12 gennaio 2019 ad Adelboden in slalom gigante, senza completare la prova. Il 28 gennaio 2020 ha conquistato a Méribel in slalom gigante il primo podio in Coppa Europa (3º) e ai Mondiali di Courchevel/Méribel 2023, sua prima presenza iridata, si è classificato 24º nello slalom gigante, 29º nello slalom speciale e 7º nella gara a squadre; il 7 dicembre dello stesso anno ha conquistato a Zinal in slalom gigante la prima vittoria in Coppa Europa. Il 22 dicembre 2024 ha ottenuto il primo podio in carriera in Coppa del Mondo nello slalom gigante dell'Alta Badia (2º) e ai successivi Mondiali di Saalbach-Hinterglemm 2025 si è piazzato 15º nello slalom gigante e 8º nella gara a squadre. Non ha preso parte a rassegne olimpiche.

## Palmarès

### Coppa del Mondo
- Miglior piazzamento in classifica generale: 52º nel 2025
- 1 podio (in slalom gigante):
  - 1 secondo posto

### Coppa Europa
- Miglior piazzamento in classifica generale: 26º nel 2022
- 4 podi:
  - 2 vittorie
  - 2 terzi posti

#### Coppa Europa - vittorie
| Data             | Località | Paese    | Specialità |
| ---------------- | -------- | -------- | ---------- |
| 7 dicembre 2023  | Zinal    | Svizzera | GS         |
| 22 dicembre 2023 | Valloire | Francia  | GS         |

Legenda:

GS = slalom gigante

### Campionati francesi
- 5 medaglie:
  - 3 argenti (combinata nel 2021; slalom gigante nel 2023; slalom gigante nel 2025)
  - 2 bronzi (slalom speciale nel 2021; slalom gigante nel 2024)